# Rio Giovria
O Rio Giovria é um rio da Romênia, afluente do Câlnic, localizado no distrito de Gorj.